# Sinuessa
Sinuessa (Oudgrieks: Σινούεσσα of Σινόεσσα) was een grensstad van Latium.
Het lag tegen Campanië in Latium adjectum, aan de Via Appia, in een vruchtbaar, wijnrijk oord, bij de berg Massicus. Het werd in 296 v.Chr. tegelijk met Minturnae tot colonia gemaakt.
In de nabijheid lagen de Aquae Sinuessanae, beroemde gezondheidsbronnen.
De stad dreef een aanzienlijke handel, vooral in de wijnen van de omstreken, de Massicus en Falernus.
Tegenwoordig vindt men de ruïnes van de stad ten westen van het kasteel Rocca di Mondragone.

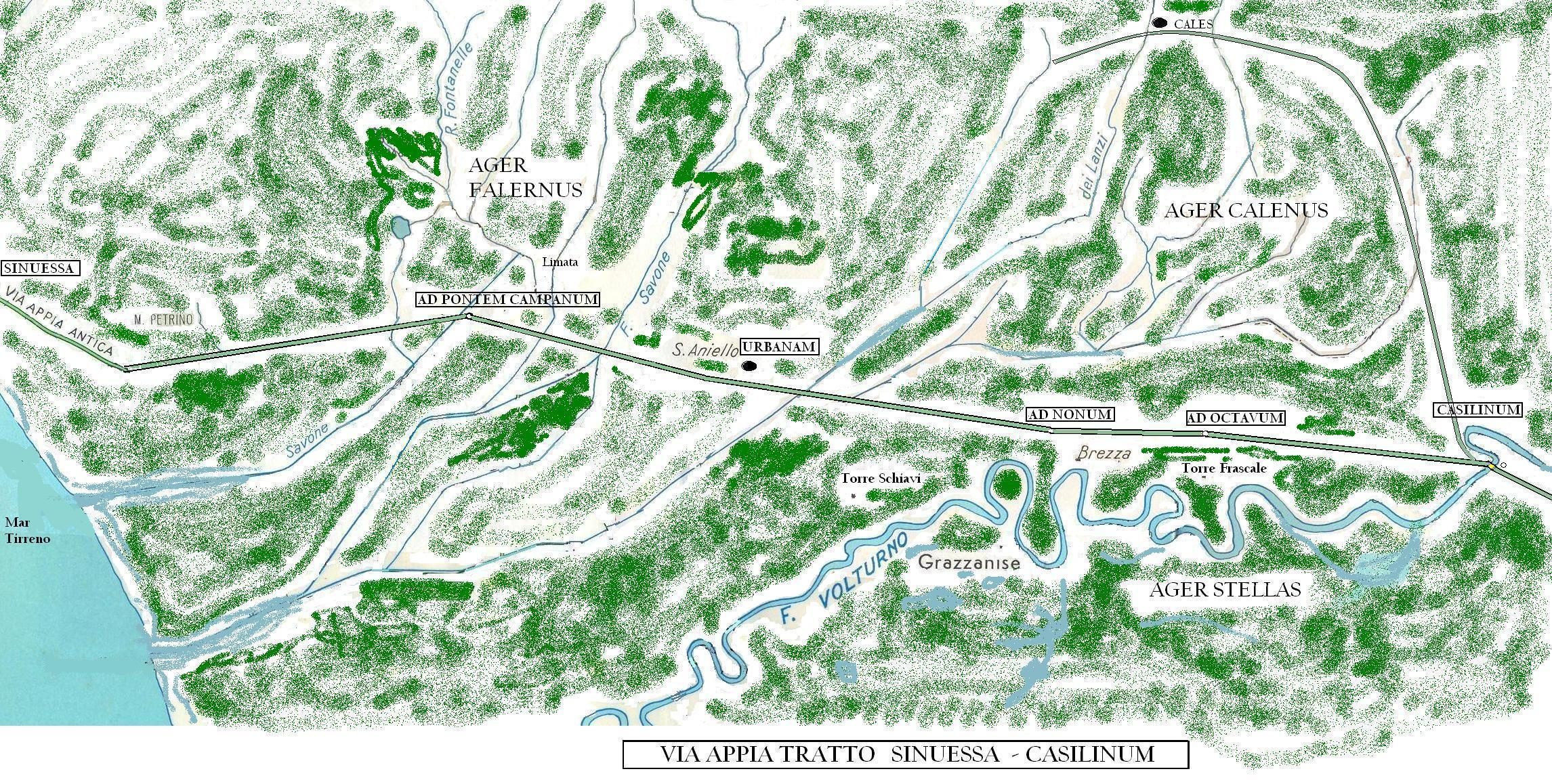
Kaart van de Via Appia met Sinuessa in het westen.

## Referentie
- art. Sinuessa, in F. Lübker - trad. ed. J.D. Van Hoëvell, Classisch Woordenboek van Kunsten en Wetenschappen, Rotterdam, 1857, p. 888.